# Sinagoga Marina Rosha de Moscú
La Sinagoga Marina Rosha de Moscú (en ruso: Марьиной Роще синагога в Москве ) es una sinagoga de Moscú, en la Federación de Rusia, establecida en 1925. Este templo es también llamado "la segunda sinagoga de Moscú" (después de la Sinagoga Coral de Moscú). El edificio, terminado en 1996, reemplazó al destruido por un incendio en 1993. Desde el año 2000 es también un centro de la comunidad jasídica Сhabad Lubavich. La sinagoga es parte de un gran centro espiritual judío bajo los auspicios del centro público judío de Moscú.